# Diecezja Anlong
Diecezja Anlong (łac. Dioecesis Nganlomensis, chiń. 天主教安龙教区) – rzymskokatolicka diecezja ze stolicą w Anlong w prefekturze autonomicznej Qianxinan, w prowincji Kuejczou, w Chińskiej Republice Ludowej. Biskupstwo jest sufraganią archidiecezji Guiyang.
Diecezja obejmuje 10 powiatów w południowo-zachodniej części prowincji Kuejczou: Pu'an, Qinglong, Xingyi, Xingren, Anlong, Ceheng, Zhenfeng, Wangmo (tj. całą prefekturę autonomiczną Qianxinan), Panxian (prefektura miejska Liupanshui), Luodian (prefektura autonomiczna Qiannan) oraz 5 powiatów w północno-zachodniej części regionie autonomicznym Kuangsi: Lingyun, Longlin, Tianlin, Tianyang (prefektura miejska Baise) i Tian'e (prefektura miejska Hechi).

## Historia
16 lutego 1922 papież Pius XI brewe Quae catholico erygował prefekturę apostolską Anlong. Dotychczas wierni z tych terenów należeli do wikariatu apostolskiego Kuejczou (obecnie archidiecezja Guiyang) oraz do wikariatu apostolskiego Kuangsi (obecnie archidiecezja nannińska). Była to jedna z pierwszych decyzji Piusa XI podjęta 10 dni po wyborze i 4 dni po koronacji. 27 kwietnia 1927 prefekturę podniesiono do rangi wikariatu apostolskiego.
W wyniku reorganizacji chińskich struktur kościelnych dokonanej przez papieża Piusa XII 11 kwietnia 1946 wikariat apostolski Anlong podniesiono do rangi diecezji.
Z 1950 pochodzą ostatnie pełne, oficjalne kościelne statystyki. Diecezja Anlong liczyła wtedy:
- 11 403 wiernych (0,8% społeczeństwa)
- 30 księży (15 diecezjalnych i 15 zakonnych)
- 5 sióstr zakonnych
- 18 parafii.

Od zwycięstwa komunistów w chińskiej wojnie domowej w 1949 diecezja, podobnie jak cały prześladowany Kościół katolicki w Chinach, nie może normalnie działać. Patriotyczne Stowarzyszenie Katolików Chińskich scaliło wszystkie jednostki kościelne w prowincji Kuejczou w jedną diecezję o nazwie Kuejczou ze stolicą w Guiyang. Zostało to dokonane bez mandatu Stolicy Świętej, więc z kościelnego punktu widzenia działania te były nielegalne.

## Biskupi
- Alexandre-François-Marie Carlo MEP[3]
  - prefekt apostolski (1922 - 1927)
  - wikariusz apostolski (1927 - 1946)
  - biskup (1946 - 1952)
- sede vacante (być może urząd sprawował biskup(i) Kościoła podziemnego) (1952 - nadal)